# Hot Bird 13E
Hot Bird 13E (vormals Eutelsat 9A, Eurobird 9A und Hot Bird 7A) ist ein  Fernsehsatellit der European Telecommunications Satellite Organization (Eutelsat) mit Sitz in Paris. Mit dem Start von Hot Bird 9 am 20. Dezember 2008 wurde Hot Bird 7A abgelöst, auf 9 °Ost verschoben und in Eurobird 9A umbenannt. Am 1. März 2012 hat Eutelsat die Namen seiner Satelliten rund um den Markennamen vereinheitlicht, seither trägt er die Bezeichnung Eutelsat 9A. 2016 wurde der Satellit nach 13° Ost verschoben und in Eutelsat Hot Bird 13E umbenannt.

## Geschichte
Der Start vom Weltraumbahnhof Kourou in Französisch-Guayana erfolgte am 11. März 2006. Hot Bird 7A ersetzte Hot Bird 1 auf 13° Ost. Der von Alcatel Alenia Space entwickelte Satellit wiegt etwa 4100 kg und ist für eine Betriebszeit von 15 Jahren ausgelegt.
Hot Bird 7A war der Ersatz-Satellit für den 2002 beim misslungenen Start an Bord einer Ariane-5-ECA-Rakete zerstörten Hot Bird 7.

## Empfang
Der Empfang ist in Nordafrika, dem Nahen Osten bzw. mittleren Osten und Europa möglich. Die Übertragung erfolgt im Ku-Band. Neben der Übertragung von TV- und Rundfunkprogrammen werden über Eurobird 9A auch Multimedia- und Internetdienste angeboten.
Ende 2011 wurden rund 350 TV-Sender, darunter mehr als 50 HDTV-Kanäle, via 9° Ost übertragen. Für Sendeanstalten ist die Position durch kostengünstige Tarife und die Nähe zu den Hot-Bird-Satelliten auf 13° Ost sehr attraktiv. Dadurch lassen sich die TV-Programme beider Positionen mit einer einfachen Installation von ClipSat mit nur einer Satellitenantenne empfangen (vgl. Multifeed).
2009 startete Eutelsat den ersten permanenten 3D-TV-Demokanal Europas über Eutelsat 9A. Dieser ständige 3D-Kanal dient Testzwecken. Damit sollen die Leistungen von Bildschirmen, Encodern und Dekodern analysiert werden und Spielern in diesem neuen Bereich die Möglichkeit gegeben werden, die Potentiale dieser Technologie besser zu erfassen.

## Eutelsat KabelKiosk
Eutelsat Hot Bird 13E ist zugleich die Heimat der Programm- und Serviceplattform KabelKiosk. Der Eutelsat KabelKiosk versorgt in Deutschland, Österreich, Schweiz, Luxemburg und Dänemark die Kopfstationen von mehr als 270 Betreibern von Kabel- und IP-Netzen mit einer technischen Reichweite von über 3,7 Millionen digitalen Haushalten mit deutschen und internationalen TV-Programmen. Seit November 2013 existiert hier ein kleines frei empfangbares Paket deutscher Privatsender.